# Bhaishajyaguru

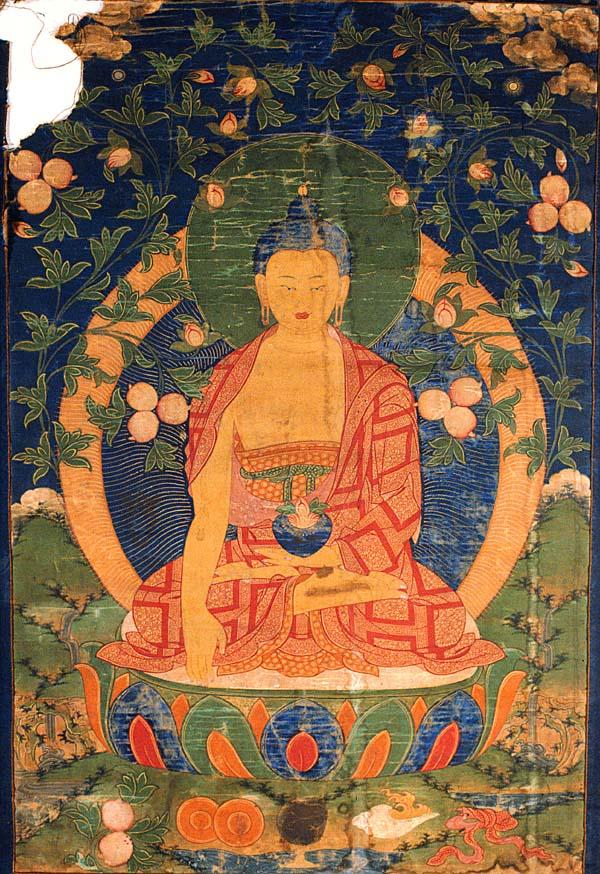
Bhaisajya guru

Bhaishajyaguru (en sànscrit भैषज्यगुरु "Bhaiṣajyaguru", en xinès tradicional: 藥師 "Yàoshī", en xinès simplificat: 药师, en japonès: 薬師 "Yakushi") és el buda de la medicina al budisme Mahāyāna. Conegut comunament com el "Buda de la Medicina", se'l descriu com un metge que guareix el sofriment utilitzant els seus ensenyaments com a medecina. És molt venerat al Tibet, a la Xina i al Japó.

## Sutra
Bhaiṣajyaguru es descriu al sutra Bhaiṣajya-guru-vaiḍūrya-prabhā-rāja, comunament anomenat Sutra del Buda de la Medicina, com un bodhisattva que va fer dotze grans vots. En assolir la budeïtat, es va convertir en el Buda de la terra pura oriental de Vaiḍūryanirbhāsa "Lapislàtzuli pur". Allà, és atès per dos bodhisattvas que simbolitzen la llum del sol i la llum de la lluna respectivament anomenats Sūryaprabha i Candraprabha.
El sutra Bhaiṣajya-guru-vaiḍūrya-prabhā-rāja era ja molt popular a l'antic regne indi de Gandhāra. Se n'han trobat manuscrits datats abans el segle VII.

## Els dotze vots
Els dotze vots del Buda de la Medicina en assolir la il·luminació, segons el Sutra del Buda de la Medicina són:
1. Faig vot que el meu cos brillarà com raigs de llum brillant sobre aquest món infinit i il·limitat, inundant tots els éssers, desfent la ignorància i preocupacions amb els meus ensenyaments. Que tots els éssers siguin com jo, amb un estat i un caràcter perfectes, una ment i una ànima rectes, i finalment assolint la il·luminació com el Buda.
2. Faig vot que el meu cos sigui com un cristall, pur i impecable, irradiant raigs de llum esplèndida a tots els racons, il·luminant i il·luminant tots els éssers amb saviesa. Amb les benediccions de la compassió, que tots els éssers enforteixin el seu poder espiritual i energia física, perquè puguin complir els seus somnis pel camí correcte.
3. Faig vot que concediré, per mitjà d'una saviesa il·limitada, a tots els éssers les coses inesgotables que requereixen, i alliberant-los de tots els dolors i culpabilitats resultants dels desitjos materialistes. Tot i que la roba, el menjar, l'allotjament i el transport són essencials, també s'ha d'utilitzar amb prudència. A més de l'autoconsum, la resta s'hauria de compartir generosament amb la comunitat perquè tots poguessin conviure harmònicament.
4. Faig vot de guiar els que s'han desviat al camí de la justícia. Que siguin corregits i retornats al camí de Buda per a la il·luminació.
5. Faig vot que permetré a tots els éssers sensibles observar els preceptes de puresa espiritual i conducta moral. Si hi ha alguna recaiguda o violació, s'han de guiar pel penediment. Sempre que lamentin sincerament les seves maldats i es comprometin a canviar amb oracions constants i una forta fe en el Buda, podrien rebre els raigs del perdó, recuperar la moral i la puresa perdudes.
6. Faig vot que tots els éssers amb discapacitat física o malalts en tots els aspectes tinguin una bona salut, tant física com mentalment. Tots els qui homenatgen a Buda fidelment seran beneïts.
7. Faig vot d'alleujar tot el dolor i la pobresa dels malalts i pobres. Els malalts seran guarits, els indefensos seran ajudats, els pobres seran assistits.
8. Faig vot d'ajudar les dones que pateixen sofriments i tortures i que volen renéixer com a homes. En escoltar el meu nom, rendir homenatge i pregar, els seus desitjos serien satisfets i, finalment, aconseguirien la Budeïtat.
9. Faig vot d'alliberar tots els éssers del mal pensament i el seu control. Els guiaré pel camí de la llum inculcant-los la rectitud i l'honor perquè caminin pel camí de Buda.
10. Faig vot de salvar els presoners que s'han penedit genuïnament i víctimes de desastres naturals. Els meus poders suprems beneiran els que són sincers i s'alliberaran dels patiments.
11. Faig vot de salvar els que pateixen fam i els que van cometre un delicte per obtenir aliments. Si escolten el meu nom i l'estimen fidelment, els conduiré als avantatges del dharma i els afavoriré amb el millor menjar perquè eventualment puguin portar una vida tranquil·la i feliç.
12. Faig vot de salvar els que pateixen la pobresa, turmentats per mosquits i vespes dia i nit. Si es troben amb el meu nom, l'aprecien amb sinceritat i practiquen el dharma per enfortir els seus mèrits, podran assolir els seus desitjos.

## Iconografia
Bhaiṣajyaguru es representa típicament assegut, vestit amb les tres robes d'un monjo budista, sostenint un pot de nèctar de medicina de color blau a la mà esquerra i la mà dreta recolzada sobre el genoll dret, subjectant la tija de la fruita Aruna o Myrobalan entre el polze i l'índex. Al sutra, també es descriu per la seva aura de llum de color lapislàtzuli (blau). A les representacions xineses, de vegades porta una pagoda, que simbolitza els deu mil Budes dels tres períodes. També se'l representa dret en una estela de l'any 500 dC que ara es troba al Metropolitan Museum of Art, acompanyat dels seus dos assistents, Suryaprabha i Chandraprabha.

## Paper en el budisme xinès

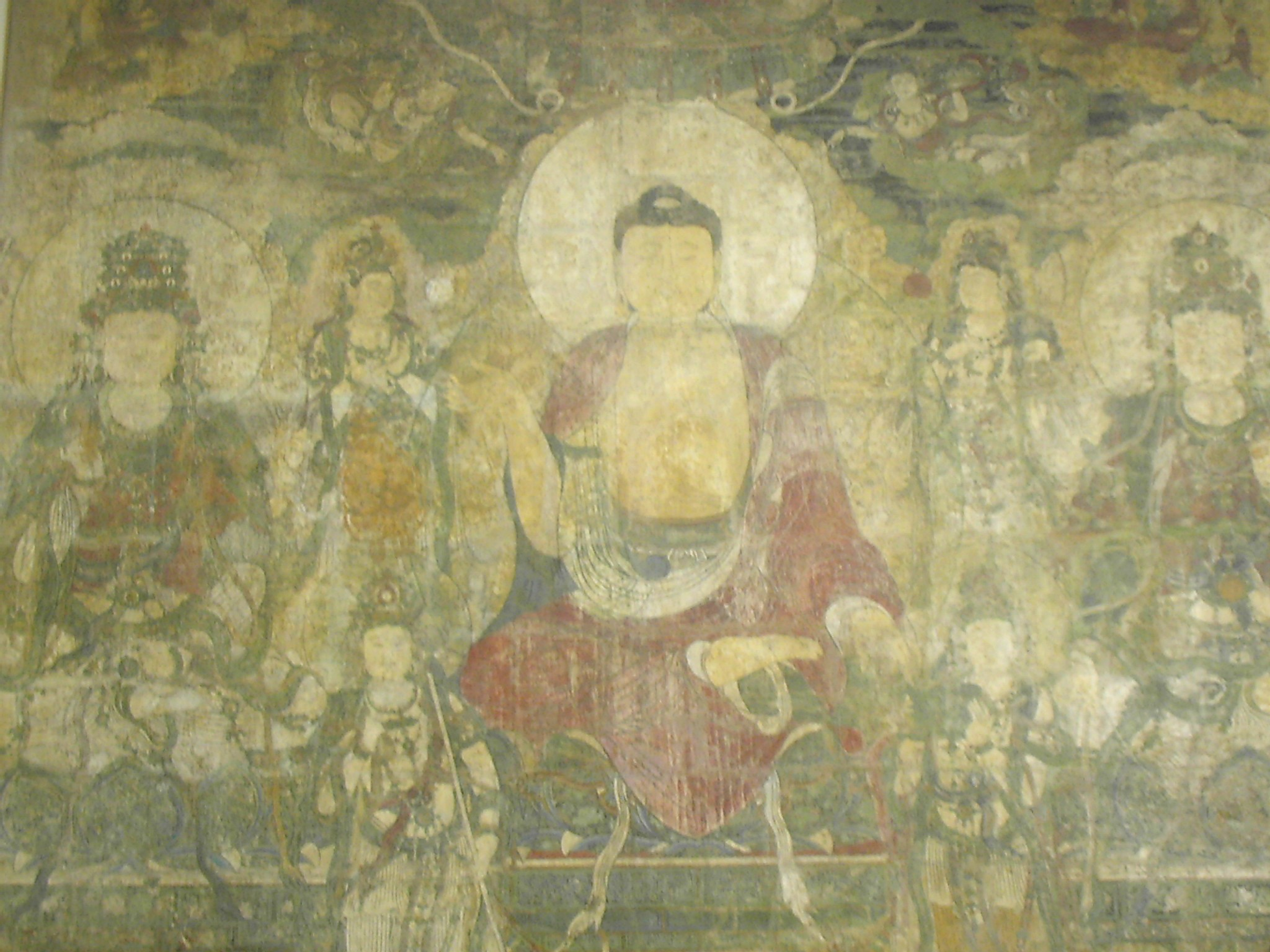
La terra pura de Bhaisajyaguru, un mural fet cap al 1319 dC, dinastia Yuan. Metropolitan Museum of Art, Nova York.

La pràctica de la veneració del Buda de la Medicina també és popular a la Xina, ja que es representa com un dels tres Budes prominents, els altres són el fundador Śākyamuni i Amitabha. També es pot veure com l'atribut guaridor de Śākyamuni, ja que sovint se l'anomena "rei de la medicina" als sutres. Hi ha dues traduccions populars xineses d'aquest sutra: una de Xuanzang i l'altra de Yijing, totes dues traduïdes durant la dinastia Tang.
Igual que els budistes tibetans, els budistes xinesos reciten el mantra del Buda de la Medicina per superar les malalties mentals, físiques i espirituals. També reciten el seu sutra. A més, de la mateixa manera que amb Amitabha, el nom de Buda de la Medicina també es recita pel benefici de renéixer a les Terres Pures de l'Est, tot i que normalment es posa més èmfasi en el seu paper de guaridor dels vius.

## Paper en el budisme japonès

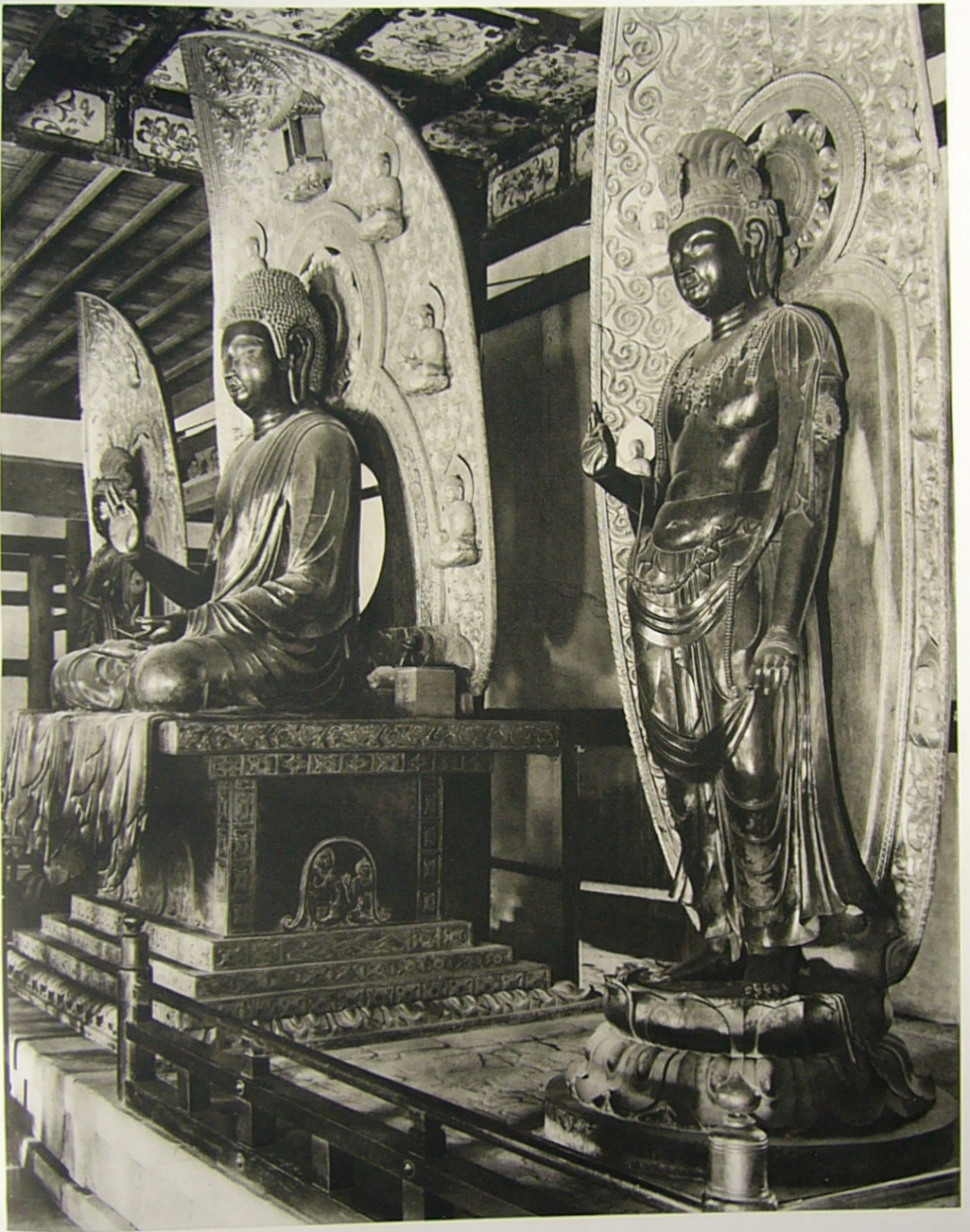
Bhaishajyaguru al temple Yakushi-ji, a Nara,, Japó

A partir del segle VII al Japó, es va substituir el culte a Ashuku (Akshobhya) pel de Yakushi (Bhaishajyaguru). Part del paper de Yakushi ha estat assumit pel boddhisattva Jizō (Ksitigarbha), però Yakushi encara és invocat en els serveis commemoratius tradicionals dels morts.
Els temples més antics, els que es troben principalment a les sectes Tendai i Shingon, especialment als voltants de Kyoto, Nara i la regió de Kinki sovint tenen Yakushi com a centre de devoció, a diferència de les sectes budistes posteriors que se centren en el Buda Amitabha o el bodhisattva Kannon gairebé exclusivament. Sovint, quan Yakushi és el centre de devoció en un temple budista, està flanquejat pels Dotze Generals Celestials (十二神将) que eren dotze generals yaksha que s'havien convertit escoltant el sutra del Buda de la Medecina.

## Paper en el budisme tibetà
La pràctica del Buda de la Medicina (o "Sangye Menla" en tibetà) no només és un mètode molt poderós per guarir i augmentar els poders guaridors tant per a un mateix com per als altres, sinó també per superar la malaltia interior de l'afecció, l'odi i la ignorància. Per tant, hom creu que meditar en el Buda de la Medicina pot ajudar a disminuir les malalties i el sofriment físics i mentals.